# Augyles taiwanensis
Augyles taiwanensis là một loài bọ cánh cứng trong họ Heteroceridae. Loài này được Mascagni miêu tả khoa học đầu tiên năm 1995.